# On an Island
| 전문가 평가          | 전문가 평가 |
| 총 점수              | 총 점수     |
| 출처                 | 점수        |
| -------------------- | ----------- |
| 메타크리틱           | 67/100      |
| 평가 점수            |             |
| 출처                 | 점수        |
| AllMusic             | [ 2 ]       |
| Entertainment Weekly | C           |
| The Guardian         | [ 4 ]       |
| musicOMH             | [ 5 ]       |
| Mojo                 | [ 6 ]       |
| PopMatters           | 6/10        |
| Q                    | [ 8 ]       |
| Rolling Stone        | [ 9 ]       |
| Tiny Mix Tapes       | [ 10 ]      |
| Uncut                | 7/10        |

《On an Island》는 핑크 플로이드 멤버 데이비드 길모어의 세 번째 솔로 스튜디오 음반이다. 이 음반은 길모어의 60번째 생일인 2006년 3월 6일, 영국에서 발매되었고, 다음 날 미국에서 발매되었다. 1984년 《About Face》 이후 22년 만에 발매된 그의 첫 솔로 음반이자 1994년 핑크 플로이드의 음반 《The Division Bell》 이후 거의 12년 만에 발매된 음반이다.

## 배경
이 음반에는 로버트 와이어트, 줄스 홀랜드, 조지 페임, 데이비드 크로스비, 그레이엄 내시, 핑크 플로이드 키보디스트 리처드 라이트, 초기 핑크 플로이드 멤버 밥 클로스, 핑크 플로이드 세션과 투어 뮤지션 가이 프랫이 참여했다. 크리스 토머스와 록시 뮤직의 필 만자네라가 프로듀싱을 도왔다. 엔지니어링 업무는 오랜 협력자 앤디 잭슨이 맡았다. 가사는 주로 길모어의 아내인 작가 폴리 샘슨이 썼다.

## 녹음
음반의 대부분은 길모어의 개인 스튜디오에서 그의 하우스보트 아스토리아를 타고 녹음되었다. 트랙 〈Smile〉은 BBC2 쇼 《Three Men in a Boat》에서 마스터되지 않은 형태로 잠시 들렸으며, 이 쇼는 하우스보트를 지나 템스강을 여행하는 과정을 추적했다. 다른 섹션들은 서식스주에 있는 데이비드 농장과 마크 노플러의 브리티시 그로브 스튜디오에서 녹음되었다.
이 음반의 오케스트라는 저명한 폴란드 영화 작곡가 즈비그니에프 프레이스네르가 편곡하고 로버트 지글러가 지휘했다. 오케스트라는 사이먼 로즈가 애비 로드 스튜디오에서 녹음했다.

## 곡 목록
| #   | 제목                            | 작사·작곡         | 재생 시간 |
| --- | ------------------------------- | ----------------- | --------- |
| 1.  | 〈Castellorizon〉 (기악)        | 데이비드 길모어   | 3:54      |
| 2.  | 〈On an Island〉                | 길모어, 폴리 샘슨 | 6:47      |
| 3.  | 〈The Blue〉                    | 길모어, 샘슨      | 5:26      |
| 4.  | 〈Take a Breath〉               | 길모어, 샘슨      | 5:46      |
| 5.  | 〈Red Sky at Night〉 (기악)     | 길모어            | 2:51      |
| 6.  | 〈This Heaven〉                 | 길모어, 샘슨      | 4:24      |
| 7.  | 〈Then I Close My Eyes〉 (기악) | 길모어            | 5:26      |
| 8.  | 〈Smile〉                       | 길모어, 샘슨      | 4:03      |
| 9.  | 〈A Pocketful of Stones〉       | 길모어, 샘슨      | 6:17      |
| 10. | 〈Where We Start〉              | 길모어            | 6:45      |

## 인증
| 국가                                                  | 인증        | 판매량/출하량 |
| ----------------------------------------------------- | ----------- | ------------- |
| 캐나다 (뮤직 캐나다)                                  | 골드        | 50,000^       |
| 프랑스 (SNEP)                                         | 골드        | 50,000*       |
| 독일 (BVMI)                                           | 골드        | 100,000^      |
| 이탈리아 2006 sales                                   | —           | 100,000       |
| 폴란드 (ZPAV)                                         | 1× 플래티넘 | 20,000*       |
| 스위스 (IFPI 스위스)                                  | 골드        | 15,000^       |
| 영국 (BPI)                                            | 플래티넘    | 300,000^      |
| 미국                                                  | —           | 96,000        |
| *판매량을 기반으로 한 인증 ^출하량을 기반으로 한 인증 |             |               |